# Hans Oppersdorff

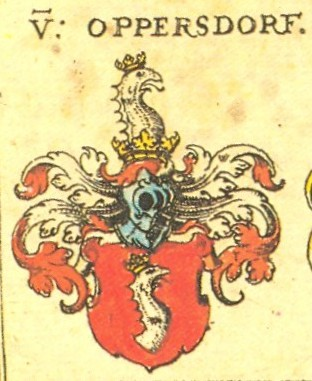
Herb Oppersdorffów (1605 r.)

Hans Oppersdorff (ur. 2 kwietnia 1514, zm. 3 lipca 1584; w piśmiennictwie również jako Johann lub Jan) – pierwszy wybitny przedstawiciel śląskiego rodu szlacheckiego i arystokratycznego Oppersdorffów. Wolny pan na Dubie i Frýdštejnie, właściciel Častolovic, lenny pan Głogówka i Koźla. W latach 1556–1568 starosta ziemski księstwa opolsko-raciborskiego, od 1574 r. starosta całego Śląska. Członek rady cesarskiej.
Za swoje zasługi w wojnach tureckich otrzymał w 1552 r. w lenno czeskie posiadłości Aicha (Dub) i Friedstein (Frýdštejn). Kazał wówczas przebudować dawny klasztor w Aicha oraz (w latach 1564–1565) późnogotycki zamek Rabenstein na reprezentacyjny zamek renesansowy. 21 kwietnia 1554 r. w Wiedniu Hans wraz z młodszymi braćmi Jerzym I i Wilhelmem otrzymali – jako pierwsi w rodzinie - tytuły baronów cesarstwa z przydomkiem „von Aich und Friedstein”.
Hans Oppersdorff szybko pomnażał posiadany majątek i dzierżone dobra. Przez małżeństwo z Magdaleną von Zedlitz w 1561 r. nabył prawa do zamku Głogówek i okolicznych dóbr. W 1563 r. kupił Koźle. Następnie posiadł Heřmanův Městec, a w 1569 r. kupił od Karola Bibersteina miasto Osečná. W 1577 r. za kwotę 11 500 kop groszy praskich kupił wraz z braćmi od komory królewskiej Rudolfa II Habsburga „państwo” Častolovice wraz z m.in. Týništěm nad Orlicí.
29 września 1562 r. stał na czele delegacji wszystkich stanów szlachty i duchowieństwa księstwa opolskiego i raciborskiego na Hradczanach w Pradze, gdzie odbyło się podpisanie przez cesarza Ferdynanda I Habsburga statutu dla tego księstwa.
Hans Oppersdorff zmarł bezpotomnie. Po jego śmierci majątek odziedziczył jego bratanek, syn Jerzego I, Jerzy II.